# Labeobarbus habereri
Labeobarbus habereri és una espècie de peix pertanyent a la família dels ciprínids.

## Descripció
- Fa 16,2 cm de llargària màxima.[2][3]

## Hàbitat
És un peix d'aigua dolça, bentopelàgic i de clima tropical.

## Distribució geogràfica
Es troba a Àfrica: el Camerun (rius Kelle i Dja, i conca del riu Sanaga).

## Observacions
És inofensiu per als humans.